# التقييمات القانونية للغارة على أسطول غزة
نُشرت العديد من التقييمات القانونية للغارة على أسطول غزة بعد الحدث. واختلف خبراء القانون الدولي (وغير المحامين) حول شرعية الإجراء الذي اتخذته إسرائيل. كانت القوة اللازمة للرد على المقاومة العنيفة وما إذا كانت القوة المستخدمة متناسبة محل خلاف.
بعد عام تقريبًا من الحدث، لخصت لجنة التحقيق التابعة للأمم المتحدة بشأن أسطول 2010 إلى غزة:
(1) الحصار كان قانونيًا، استنادًا إلى مبدأ الدفاع عن النفس.
(2) كان لإسرائيل "تبرير في إيقاف السفن حتى خارج "أراضيها".
(3) كان قرار إسرائيل بالصعود على متن السفن بهذه القوة "مفرطًا".
(4) واجهت القوات الإسرائيلية "مقاومة كبيرة ومنظمة وعنيفة من مجموعة من الركاب" تطلبت منهم استخدام القوة لحمايتهم.
(5) خسارة تسعة أرواح كانت "غير مقبولة".
وأوصت بأن تقوم إسرائيل على الفور بإبلاغ مجلس الأمن التابع للأمم المتحدة عن استخدامها للقوة لاتخاذ قرار على النحو المحدد في الفصل السابع من ميثاق الأمم المتحدة.
قال البعض، مثل خبراء القانون البروفيسور آلان ديرشوفيتز من كلية الحقوق بجامعة هارفارد، والأستاذ في كلية الحقوق بشيكاغو إريك بوسنر، وأستاذ القانون الدولي والدبلوماسية بجامعة جونز هوبكنز روث ويدجوود، إن الحصار البحري، والصعود على متن السفن في المياه الدولية، واستخدام القوة كانت في تتفق مع القانون الدولي طويل الأمد. قارن ديرشوفيتز الحصار بالحصار الأمريكي لكوبا خلال أزمة الصواريخ الكوبية وبوزنر بحصار التحالف للعراق خلال حرب الخليج الأولى.
خلص مفوض الأمم المتحدة السامي لحقوق الإنسان، واللجنة الدولية للصليب الأحمر، واللجنة الدولية لنقابة المحامين الوطنية، وعميد قسم القانون بجامعة إسطنبول بيلجي، تورغوت ترهانلي، وخبراء آخرون إلى أن الحصار في حد ذاته غير قانوني، أو اتفقوا على ذلك. مع أستاذ القانون الدولي بجامعة دندي روبن تشرشل أن الصعود على متن السفن في أعالي البحار غير قانوني حتى لو كان الحصار قانونيًا، أو اتفق مع أستاذ القانون الدولي سعيد محمودي على أن استخدام القوة كان غير متناسب وبالتالي فإن الغارة كانت غير قانونية حتى لو كان الحصار وكان الصعود إلى الطائرة في المياه الدولية قانونيًا. توصل تحقيق أجرته لجنة من الخبراء القانونيين شكلتها الأمم المتحدة إلى أن استخدام الجيش الإسرائيلي للقوة كان غير متناسب، وأن الجيش الإسرائيلي انتهك القانون الدولي، ووجد أدلة واضحة كافية لمحاكمة جرائم الحرب بموجب اتفاقية جنيف الرابعة، التي تحدد الحماية الإنسانية للمدنيين في منطقة الحرب ويحظر الحرب الشاملة.
وقد نوقشت مسألة الانتهاك المحتمل للقانون الدولي في مجلس الأمن التابع للأمم المتحدة. منعت الولايات المتحدة مشروع قرار ينتقد إسرائيل اقترحته تركيا والفلسطينيون والدول العربية.

## مشروعية الحصار

### الحجج المعارضة لمشروعية الحصار
ويتطلب ميثاق الأمم المتحدة من الدول تجنب استخدام القوة عند تسوية الصراعات الخارجية، واحترام حقوق الإنسان فيما يتعلق بالصراعات الداخلية. يتعين على الدول التي تستخدم القوة دفاعًا عن النفس أن تبلغ فورًا مجلس الأمن التابع للأمم المتحدة بهذه التدابير حتى يتمكن من أداء دوره في ضمان السلام.
أدانت مفوضة الأمم المتحدة السامية لحقوق الإنسان، نافانيثيم بيلاي، الحصار الإسرائيلي على غزة في مناسبات عديدة، ووصفته بأنه "انتهاك مباشر للقانون الدولي لحقوق الإنسان والقانون الإنساني الدولي". يجب أن ينتهي الآن".

وقالت بعثة الأمم المتحدة لتقصي الحقائق بشأن النزاع في غزة في تقرير غولدستون:
ترى أن سلسلة الأفعال التي تحرم الفلسطينيين في قطاع غزة من وسائل العيش والعمل والسكن والمياه، وتحرمهم من حرية التنقل وحقهم في مغادرة بلدهم والدخول إليه، وتحد من حقوقهم في الوصول إلى المحكمة القانون والانتصاف الفعال، يمكن أن يقود محكمة مختصة إلى الحكم بأن جريمة الاضطهاد، وهي جريمة ضد الإنسانية، قد ارتكبت.

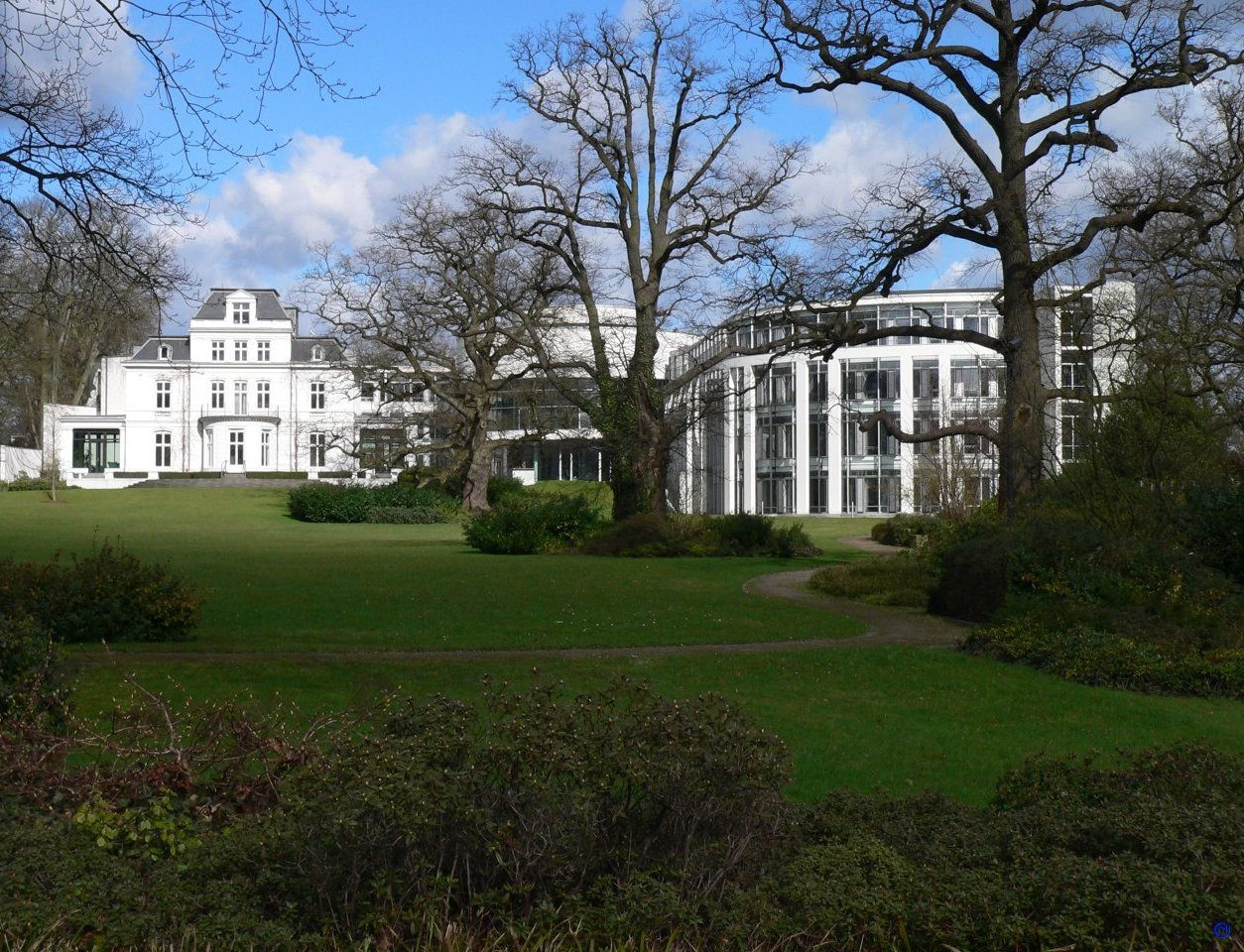
إنشئت المحكمة الدولية لقانون البحار، في مدينة هامبورج بألمانيا، بموجب اتفاقية الأمم المتحدة لقانون البحار.

وقالت اللجنة الدولية للصليب الأحمر إن الحصار الإسرائيلي ينتهك اتفاقيات جنيف، وذكرت أنه يشكل عقوبة جماعية مفروضة في انتهاك واضح لالتزامات إسرائيل بموجب القانون الإنساني الدولي.

استشهد الدكتور تورغوت ترهانلي، عميد قسم القانون بجامعة بيلجي في إسطنبول، بمفهوم المرور البريء، والذي بموجبه يتم منح السفن مرورًا آمنًا عبر المياه الإقليمية بطريقة لا "تضر بالسلام والنظام الجيد". أو أمن الدولة". قال ذلك:
تنص اتفاقية قانون البحار على أنه يجوز للدولة الساحلية أن تفكر في التدخل إذا كانت السفينة متورطة في تهريب الأسلحة والمخدرات أو تجارة الرقيق أو الأنشطة الإرهابية. لكن الوضع مع قوارب المساعدات مختلف تماماً. وقد أبحروا وفقاً لقانون الجمارك ومن المعروف أنهم يحملون مساعدات إنسانية، وليس أسلحة أو ذخيرة. وبحسب اتفاقية قانون البحار، لا يحق لإسرائيل شن عملية عسكرية ضد القوارب والناشطين.
وفيما يتعلق باتفاق غزة - أريحا، قالت ديانا بوتو، المحامية الفلسطينية الكندية والمتحدثة السابقة باسم منظمة التحرير الفلسطينية، إن إسرائيل أعلنت اتفاقات أوسلو ميتة عام 2001، وخرقت الاتفاقيات فعليا، لذلك دعت إلى تطبيقها. اتفاق غزة وأريحا غير مقبول.
وقال دوجلاس جيلفويل، المحاضر في كلية لندن الجامعية منذ عام 2007 والذي ألف حظر الشحن وقانون البحار في عام 2009، لقناة الجزيرة إنه على الرغم من أن الحصار هو أداة حرب معترف بها، إلا أنه ينبغي إلقاء نظرة فاحصة على ما إذا كان هناك الإخطار المناسب بحصار غزة، وما إذا كان قد ألحق "أضرارا مفرطة بالسكان المدنيين مقارنة بالميزة العسكرية الملموسة المتوقعة".
منظمة العفو الدولية، في تقرير بتاريخ 1 يونيو/حزيران 2010، أدرجت رأيًا مفاده أن "الحصار الإسرائيلي المستمر على غزة، كشكل من أشكال العقاب الجماعي، يعد انتهاكًا صارخًا للقانون الدولي".
ووصف البرلمان الأوروبي، في قراره الصادر في 14 يونيو/حزيران 2010، الحصار على غزة بأنه عقاب جماعي يتعارض مع القانون الإنساني الدولي وطالب بوقفه الفوري.

### الحجج الداعمة لمشروعية الحصار

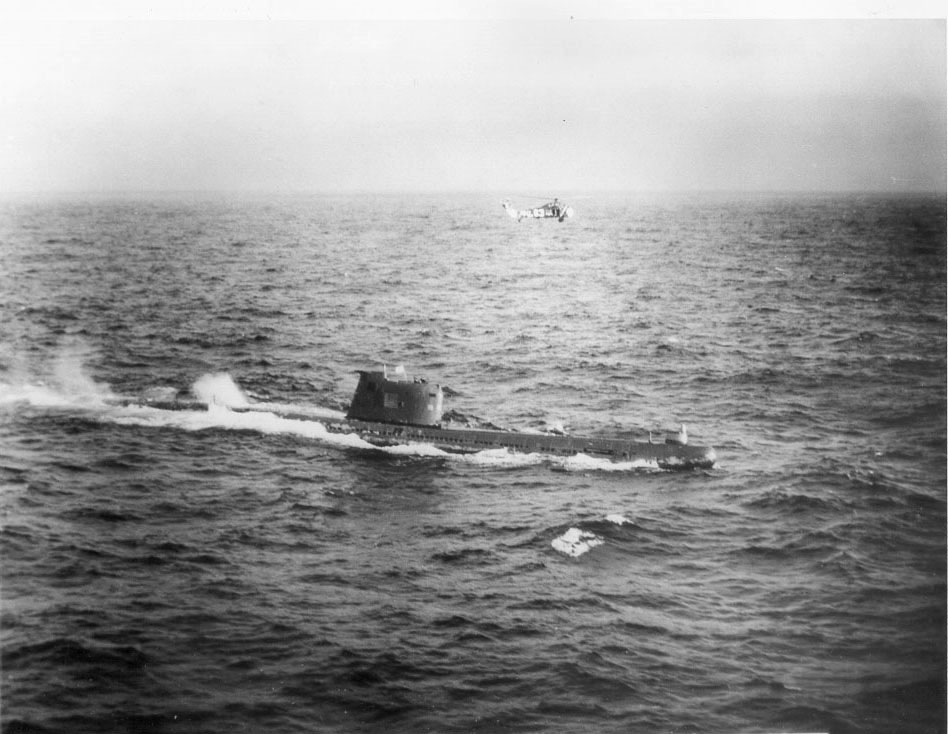
غواصة سوفيتية أجبرتها البحرية الأمريكية على الظهور على السطح، في منطقة البحر الكاريبي بالقرب من كوبا، أثناء حصار أزمة الصواريخ الكوبية

كتب آلان ديرشوفيتز، أستاذ القانون في كلية الحقوق بجامعة هارفارد، أن شرعية الحصار كرد فعل على أعمال الحرب "لا تخضع لشك جدي". وشبه الحصار البحري الذي تفرضه إسرائيل على غزة بالعمليات البحرية الأمريكية في كوبا خلال أزمة الصواريخ الكوبية، والتي اعتبرتها الولايات المتحدة قانونية ولكنها ليست جزءًا من نزاع مسلح.
وبالمثل، قال ألين وينر، المحامي السابق في وزارة الخارجية الأمريكية والمستشار القانوني في السفارة الأمريكية في لاهاي، وهو الآن أستاذ في كلية الحقوق بجامعة ستانفورد، إن "الحصار الإسرائيلي في حد ذاته على غزة ليس غير قانوني".
قالت روث ويدجوود، أستاذة القانون الدولي والدبلوماسية في كلية الدراسات الدولية المتقدمة بجامعة جونز هوبكنز، إنه بموجب قانون النزاع المسلح، والذي سيكون ساري المفعول في ضوء هجمات حماس الصاروخية على إسرائيل وردود فعل إسرائيل، فإن لإسرائيل " الحق في منع حتى المحايدين من شحن الأسلحة إلى حماس”.

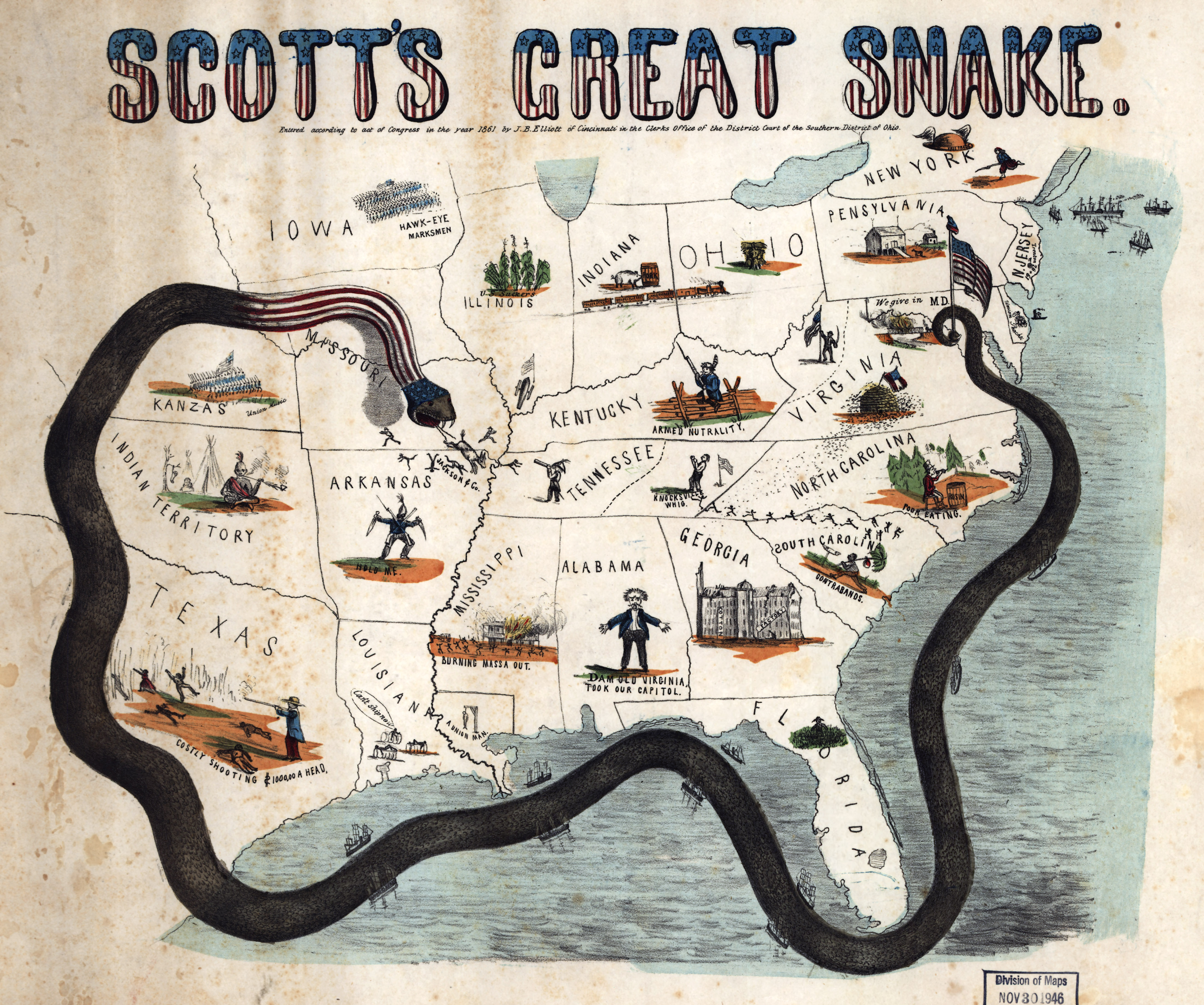
خريطة كرتونية لحصار الاتحاد للكونفدرالية خلال الحرب الأهلية الأمريكية

كتب إريك بوسنر، أستاذ القانون الدولي في كلية الحقوق بجامعة شيكاغو، مشيرًا إلى أن الغارة "أدت إلى اتهامات جامحة بعدم الشرعية"، أن الحصار يكون قانونيًا في أوقات النزاع المسلح (مثل حصار التحالف للعراق خلال حرب الخليج الأول)، وأن "الظروف الشبيهة بالحرب موجودة بالتأكيد بين إسرائيل وحماس". وقارن الحصار الإسرائيلي بحصار الاتحاد الذي فرضه الاتحاد ضد الكونفدرالية (غير الدولة) خلال الحرب الأهلية الأمريكية. وأكدت المحكمة العليا الأمريكية لاحقا شرعية ذلك الحصار.
وقال أيضًا فيليب روش، الشريك في فريق إدارة نزاعات الشحن والمخاطر في شركة المحاماة الدولية نورتون روز ومقرها لندن: "على أساس أن حماس هي الكيان الحاكم في غزة، وإسرائيل في خضم صراع مسلح ضد هذا الكيان الحاكم، الحصار قانوني". الأساس في ذلك هو قانون الحصار المستمد من القانون الدولي الذي دون في إعلان لندن لعام 1909 بشأن قوانين الحرب البحرية، والذي حدث بعد ذلك في عام 1994 في دليل سان ريمو للقانون الدولي المطبق على القوات المسلحة. النزاعات في البحر- "وثيقة معترف بها قانونا". وتناول اتهام منظمة هيومن رايتس ووتش بأن الحصار المفروض على منظمة إرهابية يشكل عقوبة جماعية ضد المدنيين، وهو انتهاك ظاهري للمادة 33 من اتفاقية جنيف الرابعة، بقوله: "هذه الحجة لن تصمد. الحصار والأشكال الأخرى من العقوبات الاقتصادية مسموح بها في القانون الدولي، وهو ما يعني بالضرورة أن المدنيين سيعانون دون أي خطأ من جانبهم".
وبالمثل، أشار أستاذ القانون الدولي إد مورغان من جامعة تورنتو إلى أنه من الواضح أن إسرائيل وحماس في حالة صراع مسلح، وهو ما أشارت إليه الجمعية العامة أمام مجلس حقوق الإنسان في تقرير غولدستون، وكتب ما يلي: إن الحصار المفروض على ساحل العدو هو تكتيك عسكري راسخ. وأشار إلى أنه معترف به كوسيلة تحت تصرف مجلس الأمن بموجب المادة 42 من ميثاق الأمم المتحدة، كما هو منصوص عليه بالمثل في المادة 539 من دليل القوات الكندية لعمليات مكافحة التمرد.

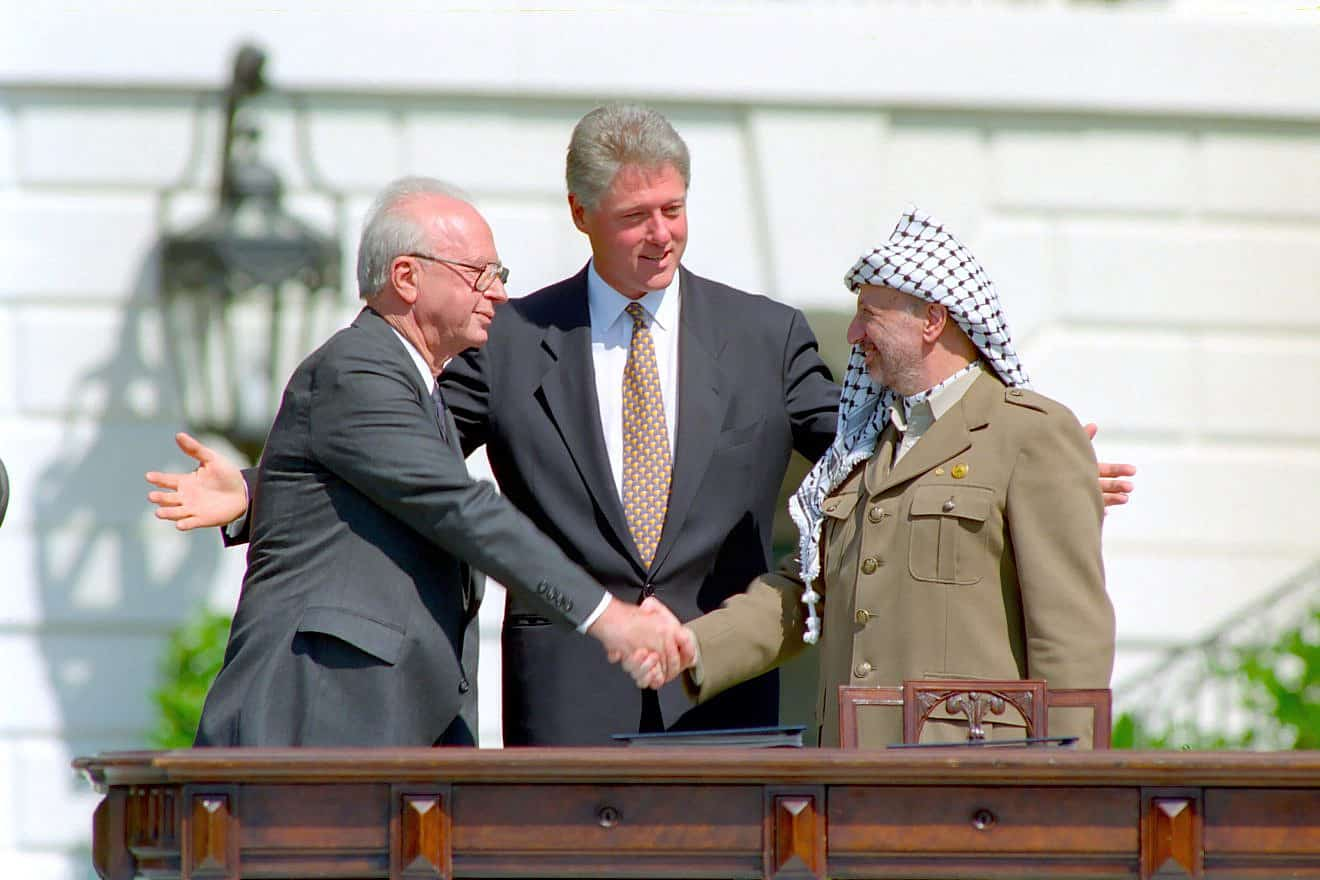
اسحق رابين وبيل كلينتون وياسر عرفات في حفل توقيع اتفاقيات أوسلو عام 1993

هو كتب:
وبعد إعلان الحصار، لم تكن إسرائيل ملزمة بمراعاة كلام طاقم السفينة فيما يتعلق بطبيعة الشحنة. يحق للجهة المحاصرة أن تضع الترتيبات، بما في ذلك التفتيش في ميناء قريب، والذي يسمح بموجبه بمرور البضائع الإنسانية.
قال نائب الرئيس الأمريكي جو بايدن: "لإسرائيل الحق في أن تعرف - فهي في حالة حرب مع حماس - ولها الحق في معرفة ما إذا كان يتم تهريب الأسلحة أم لا. ومن المشروع لإسرائيل أن تقول: "لا أعرف ما هو الأمر" "هؤلاء الرجال يسقطون.3000 صاروخ على شعبي."
رأى عباس اللواتي، صحفي جلف نيوز المقيم في دبي والذي كان على متن الأسطول، أنه من المرجح أن تستشهد إسرائيل باتفاقية غزة-أريحا (الملحق الأول، المادة الحادية عشرة) التي تحمل إسرائيل مسؤولية الأمن على طول الساحل وبحر العرب لغزة. وينص الاتفاق على أنه يجوز لإسرائيل اتخاذ أي إجراءات ضرورية ضد السفن التي يشتبه في استخدامها في أنشطة إرهابية أو في تهريب الأسلحة والذخيرة والمخدرات والبضائع أو أي نشاط غير قانوني آخر.
رأى البروفيسور ويدجوود أن هدف الأسطول هو: "تجريد إسرائيل مما تعتقد أنه مضمون في 1993 اتفاقات أوسلو التي سبقت اتفاقية غزة-أريحا، وهي السيطرة على الحدود الخارجية لغزة والضفة الغربية. المشكلة. هل يمكن أن يكون لديك بسهولة إعادة تسليح حماس، مما تسبب في صراع رهيب."

## مشروعية فرض الحصار في أعالي البحار

### الحجج المعارضة لقانونية إنفاذ أعالي البحار
وقال روبن تشرشل، أستاذ القانون الدولي في جامعة دندي في اسكتلندا، إنه لا يوجد أساس قانوني للصعود على السفن لأنها كانت في المياه الدولية. قدمت مجموعة من المحامين الإسرائيليين التماسًا إلى المحكمة العليا في إسرائيل متهمين فيها إسرائيل بانتهاك اتفاقية الأمم المتحدة لقانون البحار من خلال الاستيلاء على القوارب في المياه الدولية، لكن حكم المحكمة العليا الذي وقعته القاضية دوريت بينيش رفض تلك الدعاوى. صريح.

الدول الأعضاء في
المنظمة البحرية الدولية.

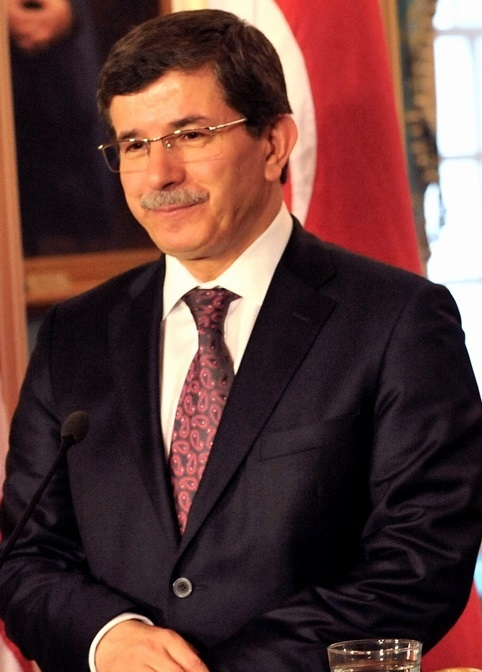
وزير الخارجية التركي أحمد داود أوغلو

قال خوسيه ماريا رويز سوروا، وهو باحث إسباني في القانون البحري ومؤلف مشارك لكتاب التعليق القانوني دليل حق الملاحة البحرية، إن إسرائيل لا يحق لها وفقًا للقانون الدولي تقييد حرية الملاحة لأي سفينة على البحر. أعالي البحار، إلا في عدد من الحالات التي لا تنطبق على قضية أسطول غزة. وقال إن الحصار ليس سببا وجيها، فهو مفهوم ينطبق فقط على حالات الحرب. وقال أيضًا إن الإجراء الإسرائيلي يعد انتهاكًا لاتفاقية المنظمة البحرية الدولية التابعة للأمم المتحدة لقمع الأعمال غير المشروعة الموجهة ضد سلامة الملاحة البحرية (SUA)، والتي دخلت حيز التنفيذ بالنسبة لإسرائيل في أبريل 2009. وقال إنه وفقًا للمادة 6.1 من قانون SUA، فإن الولاية القضائية على الجرائم التي قد ترتكبها السفينة تقع على عاتق الدولة التي ترفع السفينة علمها. تنص المادة 9 من قانون حرية الملاحة على أنه "ليس في هذه الاتفاقية ما يؤثر بأي شكل من الأشكال على قواعد القانون الدولي المتعلقة باختصاص الدول في ممارسة ولاية التحقيق أو الإنفاذ على متن السفن التي لا ترفع علمها".
وفقاً لجورج بشارات، الأستاذ في كلية هاستينغز للقانون، فإن الحصار الإسرائيلي على غزة كان غير قانوني، كما أن فرض الحصار في المياه الدولية كان غير قانوني بالمثل. وكتب بشارات أنه "يحق لركاب الأسطول الدفاع عن أنفسهم ضد صعود إسرائيل بالقوة إلى مافي مرمرة، سواء أطلق الكوماندوز الإسرائيليون النار فور هبوطهم على سطح السفينة أم لا".

وقال وزير الخارجية التركي أحمد داود أوغلو:
كانت حرية أعالي البحار، وحرية الملاحة، واحدة من أقدم أشكال القانون الدولي؛ ولا يجوز إيقاف أي سفينة أو الصعود إليها دون موافقة القبطان أو دولة العلم. وأي انتهاك مشتبه به للقانون لا يعفي الدولة المتدخلة بموجب القانون الدولي. إن التعامل مع توصيل المساعدات الإنسانية كعمل عدائي ومعاملة عمال الإغاثة كمقاتلين لا يمكن اعتباره قانونيًا أو مشروعًا.
قال الباحث الكندي مايكل بايرز إن الحدث لن يكون قانونيًا إلا إذا كان الصعود الإسرائيلي ضروريًا ومتناسبًا للدفاع عن النفس للبلاد. ويعتقد بايرز أن "الإجراء لا يبدو أنه ضروري لأن التهديد لم يكن وشيكاً".
وفي تحليل قانوني نشرته صحيفة فرانكفورتر ألجماينه تسايتونج، قال أحد الخبراء في القانون الدولي إنه لا يُسمح للدول ببسط سيادتها على مناطق خارج مياهها الساحلية. وفي المياه الدولية، إذا كان هناك شك معقول في حدوث قرصنة أو اتجار بالبشر، يحق لأي دولة الوصول إلى السفن الأجنبية. إذا بقي الشك، فيمكنه تفتيش السفينة.

المياه الدولية

وقال ريتشارد فولك، أستاذ القانون الدولي السابق في جامعة برينستون ومحقق حقوق الإنسان التابع للأمم المتحدة في الأراضي الفلسطينية، إن "السفن التي كانت موجودة في أعالي البحار حيث توجد حرية الملاحة، وفقا لقانون البحار" ودعا إلى "مسؤولين عن "محاسبتهم جنائياً على أفعالهم غير المشروعة".

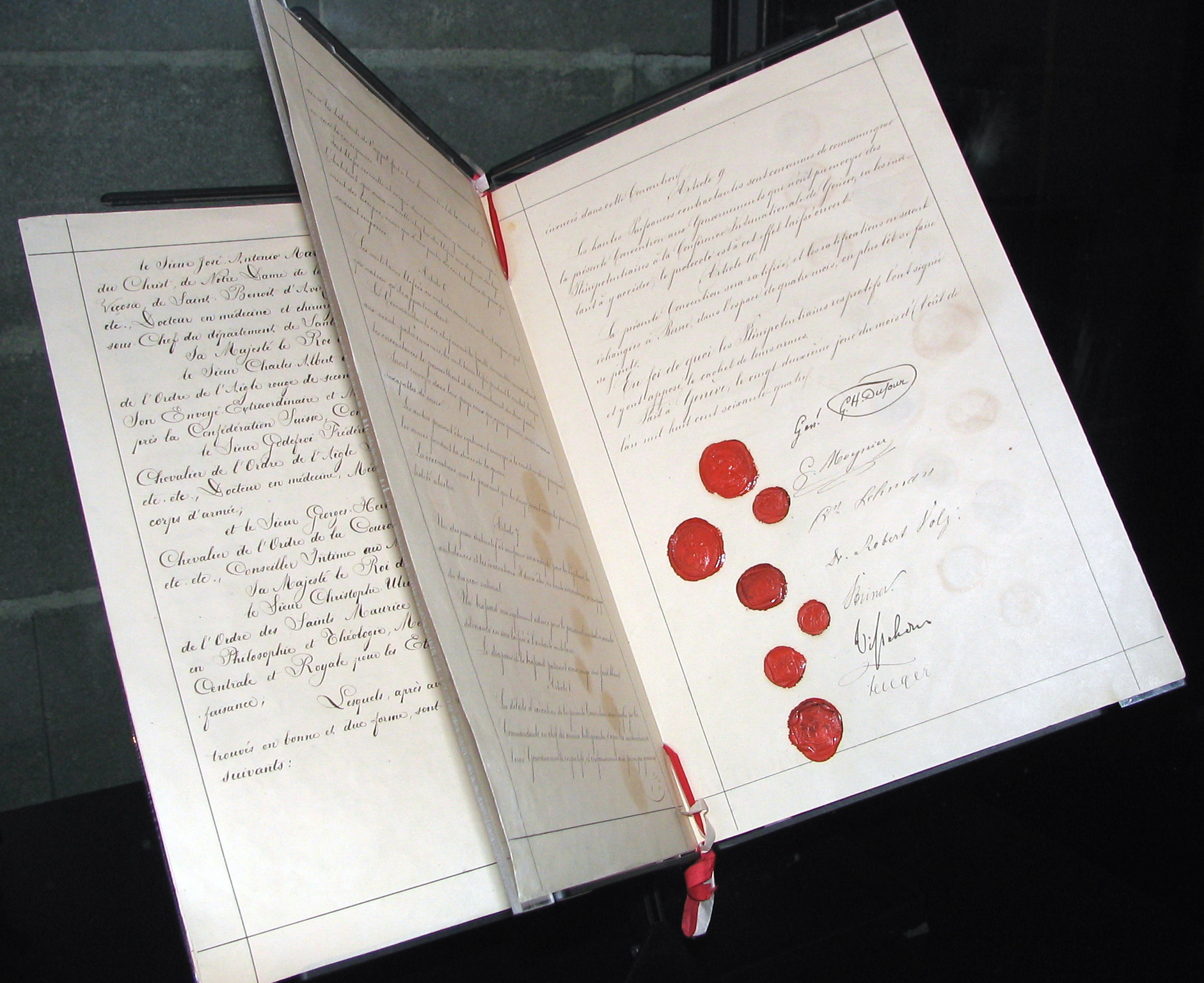
اتفاقية جنيف الأولى لعام 1864

وقال جيسون ألديرويك، المحلل البحري في المعهد الدولي للدراسات الاستراتيجية في لندن، إن الغارة الإسرائيلية لا يبدو أنها تمت بشكل قانوني بموجب الاتفاقية. قال أنتوني داماتو، أستاذ القانون الدولي في كلية الحقوق بجامعة نورث وسترن، إن دليل سان ريمو للقانون الدولي المطبق على النزاعات المسلحة في البحر ينطبق على الوضع الذي تكون فيه قوانين الحرب بين الدول سارية. وقال إن قوانين الحرب لا تنطبق على الصراع بين إسرائيل وحماس، التي ليست حتى دولة. وقال إن قانون اتفاقيات جنيف سيطبق.

وتقول ليندا براير، وهي محامية حقوق الإنسان الإسرائيلية المتخصصة في قوانين الحرب والقانون الدولي:
ويترتب على ذلك أنه لم يُسمح لإسرائيل في المقام الأول بمهاجمة هذه السفن عسكريًا، ومن ثم عدم الصعود على متن هذه السفن بالقوة، والاستيلاء على هذه السفن، ومهاجمة الركاب، وسجنهم على متن السفن، وإخراجهم بالقوة من السفن، وسرقة ممتلكاتهم الخاصة من كاميرات وأجهزة كمبيوتر وملابس وغيرها.

### الحجج الداعمة لشرعية إنفاذ أعالي البحار
وقالت وزارة الخارجية الإسرائيلية إن اعتراض الأسطول كان قانونياً، حيث أعلنت إسرائيل حصارها علناً، وأبلغت السفن مسبقاً، وأن النشطاء أوضحوا من خلال بيانات مكتوبة وشفهية أنهم يعتزمون انتهاك الحصار. كما قالت إن القانون الدولي يسمح للدولة بفرض حصار بحري في المياه الدولية، طالما أن الحصار لا يعيق الوصول إلى موانئ أو سواحل الدول المحايدة.
قال العديد من الخبراء القانونيين، بموجب قانون الحصار، يمكن تطبيق اعتراض سفينة على مستوى العالم طالما كانت السفينة متجهة إلى منطقة "محاربة".
وقال آلان ديرشوفيتز إن الإجراء الذي يتم اتخاذه في المياه الدولية مسموح به إذا كان الحصار قانونيًا ساريًا، وإذا لم يكن هناك شك في أن السفن المخالفة اتخذت قرارًا حازمًا بكسر الحصار. وقال ألين وينر: "لا بأس أن تعمل السفن الإسرائيلية في المياه الدولية لفرض الحصار". وقال جيلفويل للجزيرة إنه إذا كان الحصار قانونيا،"فنعم، كان من الممكن اعتراض سفينة في أعالي البحار، إذا كان هناك شك في أنها تحاول اختراق الحصار".
وبالمثل، قالت روث ويدجوود إن "حق الزيارة والتفتيش بموجب قانون البحار، أو بموجب قانون النزاعات المسلحة، يمكن إجراؤه في أعالي البحار". وأشارت إلى أن الولايات المتحدة نفسها، باعتبارها دولة محايدة طوال معظم القرن التاسع عشر، أخضعت سفنها للتفتيش في أعالي البحار للسماح للأطراف المتحاربة بالتأكد من أن شحناتها لا تغذي فعليًا أيًا من الحروب الأوروبية. وأشارت أيضًا إلى أن الولايات المتحدة نفسها حاصرت كوبا خلال أزمة الصواريخ الكوبية، وعلقت أيضًا على أنه في الحروب في يوغوسلافيا، فرضت الأمم المتحدة نفسها وحلف شمال الأطلسي، من خلال عملية الحرس الحاد، حصارًا على الشحنات المتجهة إلى يوغوسلافيا. كما أشارت روش إلى أنه بموجب قانون الحصار، يمكن اعتراض السفينة في أعالي البحار طالما أنها متجهة إلى المنطقة المحاصرة. وكتب البروفيسور بوسنر أيضًا أن "القانون الدولي العرفي القائم منذ فترة طويلة يسمح للدول بفرض الحصار المعلن علنًا في أعالي البحار". وقال البروفيسور مورغان أيضًا إنه بموجب قانون سان ريمو، غالبًا ما يتم فرض الحصار في المياه الدولية.

وقال مارك ريجيف، المتحدث باسم رئيس الوزراء الإسرائيلي، في إشارة إلى دليل سان ريمو للقانون الدولي المطبق على النزاعات المسلحة في البحر:
تنص مذكرة سان ريمو، على وجه التحديد 67أ، على أنه إذا كان لديك قارب يشحن منطقة محاصرة، فيُسمح لك باعتراضه حتى قبل وصوله إلى المنطقة المحاصرة إذا كنت قد حذرتهم مسبقًا، وأننا قمنا بعدد من الإجراءات وكان لهم هدف معلن عبروا عنه صراحة وهو كسر الحصار. وهذا الحصار موجود لحماية شعبنا.

## استخدام القوة

### المواقف التي ترى أن استخدام القوة غير قانوني
كلفت الأمم المتحدة بعثة تقصي حقائق تابعة لمجلس حقوق الإنسان التابع للأمم المتحدة بإجراء تحقيق في غارة الجيش الإسرائيلي. وفي تقريرها الصادر في سبتمبر/أيلول 2010، توصلت لجنة الأمم المتحدة إلى أن الجيش الإسرائيلي انتهك القانون الدولي، وأن هناك أدلة كافية لبدء المحاكمات على انتهاكات اتفاقية جنيف. وعلى وجه الخصوص، وجدت اللجنة، بعد إجراء مقابلات مع أكثر من 100 شاهد، أدلة واضحة للمحاكمة على جرائم الحرب المتمثلة في "القتل العمد، والتعذيب أو المعاملة اللاإنسانية، والتسبب عمدًا في معاناة شديدة أو أذى خطير للجسم أو الصحة" بموجب المادة 147 من العهد الرابع. اتفاقية جنيف. وذكر التقرير أن:
"إن سلوك الجيش الإسرائيلي وأفراد آخرين تجاه ركاب الأسطول لم يكن غير متناسب مع المناسبة فحسب، بل أظهر مستويات من العنف غير الضروري وغير المعقول على الإطلاق."
كما توصلت بعثة تقصي الحقائق التابعة لمجلس حقوق الإنسان التابع للأمم المتحدة أيضًا، بناءً على "أدلة الطب الشرعي والأسلحة النارية" إلى أن فوركان دوغان، وهو مواطن أمريكي يبلغ من العمر 19 عامًا من أصل تركي، وخمسة مواطنين أتراك قتلوا بأسلوب الإعدام في 31 مايو/أيار على متن سفينة مافي مرمرة. من قبل قوات الكوماندوز الإسرائيلية. وذكر تقرير بعثة تقصي الحقائق أن مقتل دوغان والأتراك الخمسة على يد قوات الكوماندوز الإسرائيلية "يمكن وصفه بأنه إعدام خارج نطاق القانون وتعسفي وبإجراءات موجزة".
وجاء في تحليل قانوني نشرته صحيفة فرانكفورتر ألجماينه تسايتونج أن للجنود الإسرائيليين الحق في الدفاع عن أنفسهم، ولكن إذا استخدمت إسرائيل القوة ضد السفن دون مبرر قانوني، فإن لأفراد الطاقم الحق في الدفاع عن أنفسهم. وقال سعيد محمودي، أستاذ القانون الدولي، إن الصعود على متن سفينة في المياه الدولية وقتل وأسر مدنيين لا يتماشى مع القانون.
ووصف الوزير داود أوغلو الغارة بأنها "انتهاك خطير للقانون الدولي وتشكل قطع طرق وقرصنة - إنها جريمة قتل ارتكبتها دولة دون مبرر". ووصف حقوقيون أتراك بارزون تصرفات إسرائيل بأنها انتهاك للقانون الدولي و"جريمة حرب". وقال نائب رئيس البرلمان التركي، جولدال مومجو، في بيان إن "هذا الهجوم كان انتهاكًا صريحًا لقواعد الأمم المتحدة والقانون الدولي".

### المواقف التي تعتبر استخدام القوة مشروعة

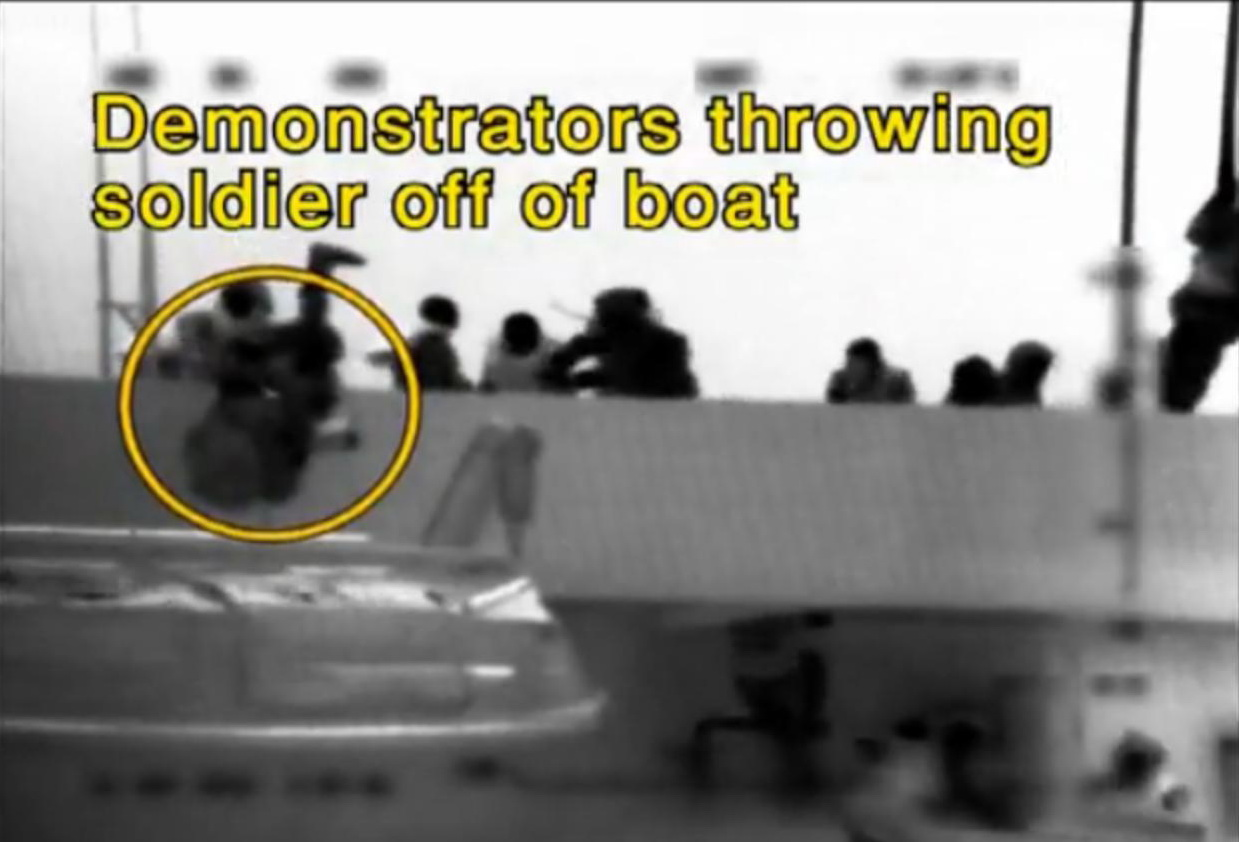
ركاب الأسطول يرمون جنديًا إسرائيليًا من سطح السفينة

أما استخدام القوة عند الصعود على متن سفينة في مثل هذه الظروف، فهو قانوني ولكن يجب أن يكون متناسبا، بحسب القائد جيمس كراسكا، أستاذ القانون الدولي في الكلية الحربية البحرية الأمريكية، والبروفيسور مورغان. وقال كراسكا إن القوة المتناسبة لا تعني أنه لا يمكن للقوات استخدام الأسلحة عند تعرضها لهجوم بالسكاكين، ولكن "يجب أن تكون هناك علاقة بين التهديد والرد". ووفقاً لج. بيتر فام، المستشار الاستراتيجي للحكومات الأمريكية والأوروبية،"يبدو مما هو معروف الآن أن إسرائيل تصرفت ضمن حقوقها القانونية".

وأشار البروفيسور بوسنر إلى أن "مبادئ الأمم المتحدة الأساسية لعام 1990 بشأن استخدام القوة والأسلحة النارية من قبل الموظفين المكلفين بإنفاذ القانون" ليست قانونًا دوليًا، ولكنها أقرب إلى "أفضل الممارسات" الغامضة لتقديم المشورة إلى البلدان التي لديها قوات شرطة سيئة التدريب، ولا تنطبق على عملية عسكرية. وكتب كذلك:
ويجب أن تحترم العمليات العسكرية مبدأ التناسب، وهو اختبار غامض يعتمد على مبدأ "اعرف ذلك عندما تراه". ولكن هناك شيء واضح. قد تتعرض السفن التي تفرض الحصار للهجوم والإغراق بموجب القانون الدولي. ولو أن إسرائيل مارست هذا الحق، لكان قد قُتل أكثر من تسعة أشخاص.
وقالت السلطات الإسرائيلية إن جنود البحرية الذين صعدوا على متن السفينة فتحوا النار دفاعا عن النفس بعد أن قام نشطاء بضربهم بالهراوات وطعنهم واختطفوا بعض أسلحتهم.

## الاستيلاء على السفن وطاقمها

### المواقف التي تقول إن الاستيلاء على السفن وطاقمها كان غير قانوني
إعلان باريس بشأن احترام القانون البحري، الذي ورد في تقرير للأمم المتحدة عن الغارة والذي خلص إلى أن الحصار كان رد فعل مشروعًا وقانونيًا على عمل عدواني، ينص على أن "العلم المحايد يغطي بضائع العدو، باستثناء البضائع المهربة". الحرب". وبما أن سفن أسطول الحرية لغزة كانت تستخدم أعلامًا محايدة، فإن القيود المقبولة دوليًا على الحصار لم تسمح بمصادرة المساعدات الإنسانية على السفن، أو السفن نفسها، أو طاقمها، بغض النظر عن شرعية الحصار نفسه. وضعت هذه القواعد في عصر حيث كان من الضروري أن يتم تفتيش البضائع المهربة في البحر، ولا تنص على أنه يجب على السفن تغيير مسارها لزيارة ميناء دولة محاصرة.
في حين أن اتفاقية غزة-أريحا تمنح البحرية الإسرائيلية سلطة اتخاذ إجراءات ضد "السفن المشتبه في استخدامها في أنشطة إرهابية أو في تهريب الأسلحة أو الذخيرة أو المخدرات أو البضائع أو أي نشاط غير قانوني آخر"، إلا أنه لا يوجد دليل على أن غزة كان أسطول الحرية ينتهك جميع القوانين. إن الاتفاق بين فلسطين وإسرائيل لا يؤثر على حقوق السفن المحايدة في أعالي البحار بموجب القانون الدولي.
وبما أن إسرائيل ليست طرفاً في اتفاقية فيينا لقانون المعاهدات، فلا توجد اتفاقيات دولية تقيد قدرة فلسطين على الخروج بشكل أحادي من اتفاقية غزة وأريحا. وفي حين انضمت فلسطين إلى الاتفاقية، إلا أنها لا تحكم المعاهدات التي دخلت حيز التنفيذ قبل الانضمام أو التصديق على الاتفاقية نفسها. المعاهدات التي إبرمت بسبب التهديد باستخدام القوة أو استخدامها، أو من قبل عناصر حكومية مارقة، ليست ملزمة بشروط الاتفاقية. ويشير الاحتلال الإسرائيلي للأراضي الفلسطينية وقت إبرام اتفاق غزة وأريحا، نتيجة للحروب السابقة، إلى جانب القيود المفروضة على المدنيين في تلك الأراضي، إلى أن كلا الطرفين لم يكن لهما وضع متساو أثناء المفاوضات. إن الدعم الذي تقدمه السلطة الحاكمة في قطاع غزة لطاقم أسطول الحرية الذي أسر ليظهر أنها لا ترى أن القيود المفروضة على الصيد والتجارة تصب في مصلحتها.

## القرصنة
وبموجب القانون الدولي، اعتبرت الغارة الإسرائيلية إجراءً حكوميًا وليس قرصنة. وقال القائد جيمس كراسكا: "سواء كان ما فعلته إسرائيل صحيحًا أم خطأ، فهو ليس عملاً من أعمال القرصنة. فالقرصنة تتعامل مع السلوك الخاص وخاصة فيما يتعلق بمصالح مالية أو مالية".
ويقول البروفيسور مورغان إن وصف الإجراءات الإسرائيلية في هذه الحالة بأنها "قرصنة" هو "أمر غير مناسب لأنه، بموجب القانون العرفي والمادة 101 من اتفاقية الأمم المتحدة لقانون البحار، لا ينطبق إلا على الأعمال التي تتم لتحقيق مكاسب خاصة". ومع ذلك، فقد استخدم البعض الكلمة للتنديد بالحادثة.

## قرارات المحكمة العليا الإسرائيلية

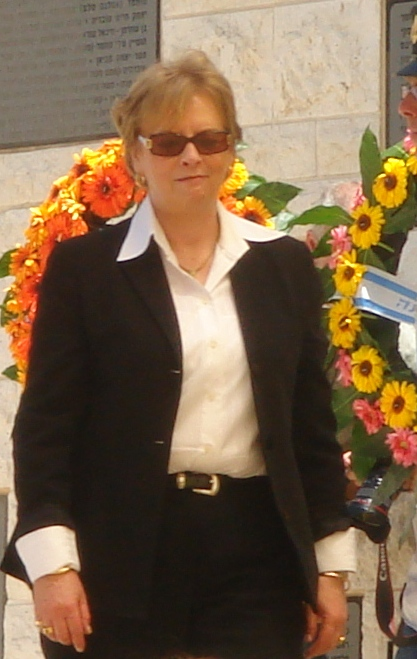
رئيسة المحكمة العليا الإسرائيلية دوريت بينيش

واضطر الجنود للرد دفاعاً عن حياتهم. ولسوء الحظ، انتهت العملية، كما لم يكن متوقعا، بخسائر في الأرواح. قُتل تسعة أشخاص وأصيب جنود ومشاركون في الأسطول. وواجه الجنود ردا قاسيا وعنيفا. وتعرض الجنود للهجوم بالسكاكين والهراوات والقضبان المعدنية. وجرت محاولات لخطف أسلحتهم الشخصية وإحداث إصابات عنيفة بهم. حتى أن أحد الجنود سقط على جانب السفينة.
المحكمة دافعت عن قرار منع السفن من الوصول إلى غزة:
في ظل سيطرة حماس على قطاع غزة، اتخذت إسرائيل خطوات مختلفة تهدف إلى منع الوصول المباشر إلى قطاع غزة، بما في ذلك فرض حصار بحري على القطاع، والذي يهدف، بحسب إعلان الدولة، إلى منع الوصول إلى قطاع غزة. تسلل الأسلحة والذخائر إلى صفوف حماس التي تنفذ عمليات إطلاق نار وهجمات إرهابية في الأراضي الإسرائيلية منذ سنوات بهدف إلحاق الأذى بالمدنيين. ومن بين أمور أخرى، عرضت الدولة على منظمي الأسطول تفريغ الحمولة المنقولة على متن السفينة ونقل الشحنة. عبر إسرائيل. رفض هذا العرض.
ورفضت المحكمة التماسات قدمها اليمينيون (مركز شورات هادين للقانون الإسرائيلي وجمعية ضحايا الإرهابيين في ألماجور) لمنع إطلاق سراح وترحيل النشطاء الذين هاجموا جنود الجيش الإسرائيلي في انتظار التحقيق. وأيدت المحكمة قرار النائب العام بالإفراج عن الناشطين، مشيرة إلى ما يلي:
وبعد الأخذ في الاعتبار مقتل تسعة من المشاركين في الأسطول وإصابة العشرات، توصل إلى نتيجة مفادها أن المصالح العامة والسياسية والأمنية في هذه الحالة تتفوق على تطبيق القانون. ولم نجد أي مبرر للتدخل في هذا القرار أو في الاعتبارات التي قام عليها.
ورفضت المحكمة أيضًا ثلاثة التماسات تطالب بالحصول على معلومات حول مكان وجود بعض الركاب الذين إحضروا إلى أشدود. وفي إحدى الدعاوى اليسارية، أرجع الملتمسون في البداية "أعمالًا غير قانونية" إلى دولة إسرائيل، ووصفوا أفعالها بأنها "مذبحة وقتل و. قرصنة". لكن الملتمسين تراجعوا عن التماسهم بعد تلقي رد المدعي العام للدولة وتعليقات المحكمة. ولاحظت المحكمة أنه "من الواضح أن الدعوى رُفعت على عجل. وعلى الرغم من أن الملتمسين لم يعرفوا شيئًا عما حدث، إلا أنهم لم يترددوا في وضع أخطر وصمة عار محتملة على تصرفات قوات الجيش الإسرائيلي".
الالتماس الذي قدمته شبكة تلفزيون الجزيرة إلى المحكمة العليا الإسرائيلية، نيابة عن الصحفيين العاملين في الشبكة الذين اعتقلوا على متن السفينة، للمطالبة بالإفراج عنهم، اعتبر غير قابل للنقاش لأنه إطلق سراح الصحفيين بالفعل.

## المحكمة الجنائية الدولية
كتب المحامون الذين يمثلون الضحايا الأتراك ومنظمة هيئة الإغاثة الإنسانية وحقوق الإنسان والحريات التركية غير الحكومية إلى لويس مورينو أوكامبو، المدعي العام في المحكمة الجنائية الدولية، يطالبون فيه بمحاكمة الإسرائيليين المتورطين جنائياً أمام المحكمة الجنائية الدولية.
تتمتع المحكمة الجنائية الدولية بالولاية القضائية على الحادث في المياه الدولية لأن السفينة مافي مرمرة كانت تبحر تحت علم دولة جزر القمر وهي طرف في المحكمة الجنائية الدولية.
في 5 يوليو/تموز 2013، أحالت رئاسة المحكمة الجنائية الدولية "وضع السفن المسجلة التابعة لاتحاد جزر القمر والجمهورية الهيلينية ومملكة كمبوديا" إلى الدائرة التمهيدية الأولى.
في 6 نوفمبر 2014، أعلن مكتب المدعي العام أنه قد أنهى الدراسة الأولية للحالة التي أحالها اتحاد جزر القمر بسبب عدم استيفاء المتطلبات القانونية لنظام روما الأساسي.
في 29 يناير 2015، قدم ممثلو حكومة اتحاد جزر القمر طلبًا لمراجعة قرار المدعي العام الصادر في 6 نوفمبر 2014 بعدم بدء التحقيق في الوضع.
في 24 نيسان/أبريل 2015، أصدرت الدائرة التمهيدية الأولى قرارًا بشأن مشاركة المتضررين. وعينت المستشار الرئيسي لمكتب المحامي العام للضحايا ممثلا قانونيا للضحايا غير الممثلين ودعت الضحايا الذين تواصلوا مع المحكمة إلى تقديم أي ملاحظات تعتبر ذات صلة بمراجعة الدائرة لقرار المدعي العام.
في 22 يونيو 2015، قدم الممثل القانوني ملاحظات نيابة عن 109 ضحايا.
في 16 يوليو/تموز 2015، وافقت الدائرة التمهيدية الأولى للمحكمة الجنائية الدولية، والتي تتألف من القضاة جويس ألوتش وكونو تارفوسر وبيتر كوفاكس، بالأغلبية، ووافق القاضي بيتر كوفاكس، على طلب اتحاد جزر القمر لإعادة النظر في القضية. قرار المدعي العام للمحكمة الجنائية الدولية بعدم التحقيق في الهجوم الذي شنته القوات المسلحة الإسرائيلية على أسطول المساعدات الإنسانية في 31 مايو 2010، وطلب من المدعي العام إعادة النظر في هذا القرار.
في 27 يوليو 2015، استأنف مكتب المدعي العام قرار الدائرة التمهيدية الأولى أمام دائرة الاستئناف.
وفي 6 تشرين الثاني/نوفمبر 2015، قررت دائرة الاستئناف بالأغلبية عدم قبول استئناف المدعي العام نهائيًا.